# Дялу-Ординкушій
Дялу-Ординкушій (рум. Dealu Ordâncușii) — село у повіті Алба в Румунії. Входить до складу комуни Гирда-де-Сус.
Село розташоване на відстані 343 км на північний захід від Бухареста, 74 км на північний захід від Алба-Юлії, 65 км на південний захід від Клуж-Напоки, 149 км на північний схід від Тімішоари.

## Населення
За даними перепису населення 2002 року у селі проживали 23 особи, усі — румуни. Усі жителі села рідною мовою назвали румунську.